# Balthasar de Promnitz
Balthasar III de Promnitz (né en 1488 à Lasocin et mort le 20 janvier 1562 à Neisse) fut prince-évêque de Breslau.

## Origines familiales
Balthasar III était le fils cadet d'un hobereau désargenté de Lessendorf, Caspar von Promnitz. Après des études à l'université de Wittemberg, d'où il sortit licencié en droit, il opta pour l’état ecclésiastique. Élu en 1534 prévôt de la collégiale de la Sainte-Croix, il fut élevé quatre ans plus tard au rang d'archidiacre de la cathédrale.

## Évêque de Breslau

Les duchés silésiens : terres acquises par B. de Promnitz avec le duché de Sagan (en gris).

À la mort de l'évêque de Breslau Jacques de Saltze, le chapitre élut Balthasar de Promnitz le 12 septembre 1539. À ce titre était liée la fonction de Capitaine général de Silésie, qui donnait droit au prince-évêque de siéger au conseil ducal. 
En matière confessionnelle, Balthasar de Promnitz n'avait rien d'un fanatique : aussi les Protestants de Silésie se réjouirent-ils de son élection. En revanche, le nouvel évêque était désireux de confirmer l'implantation de sa famille en Silésie-Lusace par l'acquisition de terres : en 1542, il racheta à la maison hongroise des Thurzó le duché de Pless en Haute-Silésie, puis en 1556 les terres de  Sorau et de Triebel en Basse-Lusace, et en 1558 le duché de Sagan et Priebus comme hypothèque sur les biens de l'empereur Ferdinand Ier. Sur toutes ses terres, il proclama la liberté de culte pour les Protestants.
À sa mort, il fut inhumé dans l’église Saint-Jacques de Neisse, où une somptueuse épitaphe de marbre rouge rappelle sa mémoire. Il légua la terre de Plesz comme majorat à son neveu Stanislas de Lessendorf, ses hypothèques sur la Couronne et les terres de Basse-Lusace à son neveu Siegfried Anselme von Promnitz, de Weichau.